# Церква Кавказької Албанії

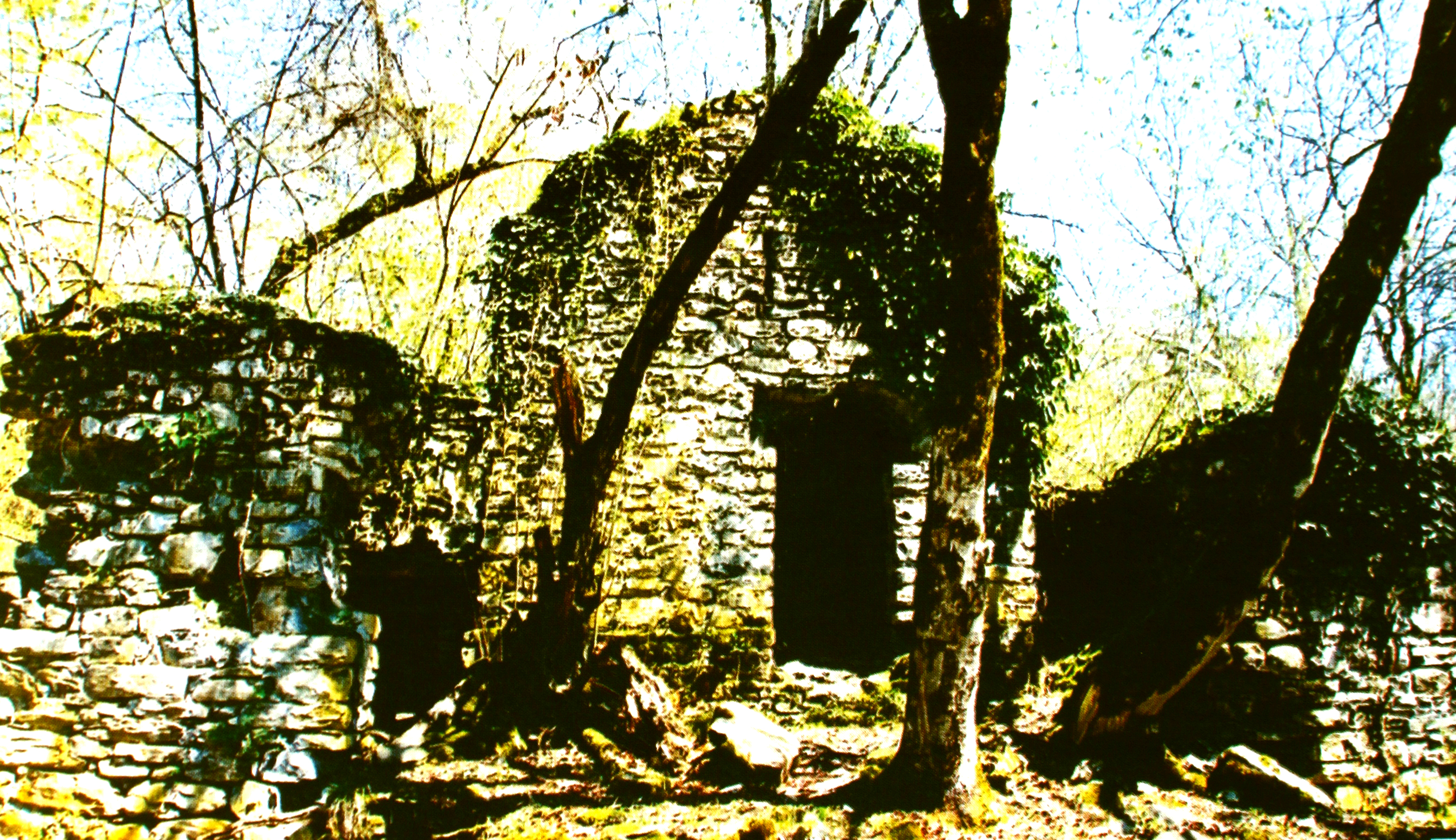
Руїни албанської церкви. м. Піпан

Церква Кавказької Албанії — християнська церква царства Кавказька Албанія, що почалася формуватися у I ст. н. е. У 314 році з наданням християнству статусу офіційної релігії починається піднесення Церкви, яке було перервано у 1-й половині V ст. втручанням Сасанідської Персії. У 487 році вдруге підтверджено державний статус християнства і церкви.
У 704 році внаслідок втручання арабських халіфів у справи Церкви Кавказької Албанії вона втрачає незалежний статус й підпорядковується Вірменській Апостольській церкві, отримавши назву Агванский католикосат (також відома як Албанська Апостольська церква). У 1836 році спеціальним рескриптом російського імператора Миколи I була остаточно ліквідована.

## Історія

### Початок християнства
Початковий період поширення християнства в Кавказькій Албанії пов'язаний з діяльністю святих апостолів Варфоломія і Тадея, а також учня апостола Тадея — святого Єлисея.
Новий період поширення християнства в Кавказької Албанії пов'язаний з ім'ям вірменського місіонера Григорія Просвітника. Згідно з історичними відомостями в 314 році після особливого часу «оголошення» албанський цар Урнайр разом з албанськими нахарарами (князями) і своїм військом приймає хрещення від святого Григорія на річці Євфрат. З цього часу християнство проголошується державною релігією Кавказької Албанії. За однією з редакцій житія святителя Григорія, на прохання царя Урнайра він засновував по країні багато церков, ставлячи священиків по місцях, висвятив для Албанії також єпископа — Фому з міста Сатали.

### Незалежний статус
Албанська Церква відразу приступає до широкої місіонерської діяльності. Йде будівництво церков, молитовних будинків, створюються монастирі. У цей період Албанська Церква була менш залежною від Константинопольського патріархату, підтримувала зв'язки з Єрусалимським патріархатом. Сприяла розвитку у 410—417 роках політика перського шахіншаха Єздигерда I, який надав рівні права християнам поруч з зороастрійцями.
На шляху подальшого поширення християнства в Кавказької Албанії став перський шахіншах Єздигерд II, який побажав навернути населення Албанії на зороастризм. Повстання албанських племен в союзі з вірменами і іверами за своє право сповідувати християнство закінчилося кровопролитним Аварарійською битвою. Отримавши запеклий опір, шахіншах визнав: «Хто чому бажає поклонятися — нехай і поклоняється». Незважаючи на це, невдовзі починаються періодичні гоніння на християнство в Кавказької Албанії з боку перських володарів, особливо вони посилилися після підкорення Кавказької Албанії у 463 році.
Лише у 487 році після відновлення царської влади починається новий етап піднесення Албанської церкви. Цар Вачаган III вдруге оголошує державний статус християнства, відновлює зруйновані церкви, політику спрямовує на зміцнення Церкви, приймає суворі заходи проти поган і прихильників зороастризму. Велике значення мав скликаний з його ініціативи Агуенскій собор (487—488 роки), який визначив структуру організації і положення церкви, що регламентувало відносини духівництва і мирян. В цей час Албанська Церква користувалася фактичною автокефалією. Столицею албанських архієпископів стає Кабала (Габала), столиця царства Кавказька Албанія.
506 році ієрархи Церкви Кавказької Албанії на Першому двінському церковному соборі оголосили про доктринальну єдність з Вірменською та Іверською церквами. Останні зробили теж саме. З 510-х років Албанська Церква, що суттєво зміцнилася, посилає своїх місіонерів для проповіді Євангелія серед північнокавказьких народів, насамперед гунів та савірів.
У 522 році столиця Церковної адміністрації переміщується до міста Партав (Барту), яке після нового підкорення держави Персією була адміністративним центром Албанського марзпанства (намісництва).
У 527 році в Двіні представники Албанської церкви брали участь у нараді, де також були представники Вірменської та Іверської церков. На ньому було засуджено монофізитство, але і не прийняті постанови Халкідонського собору 451 року, про який склалася думка, як про собор, що прийняв єресь Несторія.
У 551 році Албанська Церква пориває свої зв'язки з Візантією на Другому Двінському соборі. Визнаючи все постанови перших трьох Вселенських Соборів, Албанська Церква зберігає прихильність догматам IV Вселенського Собору. 552 року її архієпископ Аббас отримав титул Католикоса Албанії, Лбіна і Чога. У 568—571 роках точилася боротьба між православними та несторіанствами, де перемогу здобули перші.

### Підпорядкування Вірменській церкві
Епоха арабських завоювань з 640-х років поклала початок впертій боротьбі ісламу і християнства, що закінчилася до XI ст. ісламізацією більшої частини населення Прикаспійського регіону. Затвердивши свою владу в Закавказзі, халіфи поставили албанських католикосів в залежність від монофізитської Вірменської Церкви. З 688 року почалася політика щодо встановлення єдиних православних правил і догм в Церкві Кавказької Албанії, що викликало невдоволення вірменських ієрархів.
У 704 році вірменський католікос Елія (Егія) повідомив халіфа Абд ал-Малік, що албанський католікос увійшов в змову з візантійським імператором. В результаті домігся скинення албанського католікоса — прихильника православ'я Бакура-Нерсеса. Албанська католікосат рішенням халіфа був підпорядкований Вірменії. У 706 році було скликано Партавський собор, який затвердив монофізитські правила для Албанської церкви. З цього часу вона стала називатися Албанська Апостольська церква (на манер Вірменської).
На думку істориків, вірменське духівництво поступово звело нанівець вплив Албанської Церкви і через арабських намісників знищило всі літературні пам'ятники кавказьких албанів.
Знищуючи літературні пам'ятники Албанії та її Церкви, вірменські церковники попередньо переводили їх на грабар, вносячи відповідні корективи. Проте процес вірменізації албанського населення та Церкви зустрів різкий опір усіх верств Кавказької Албанії і тривав вельми довго. Ще у XIII ст. кавказькі албани в церкві користувалися власною мовою.
Втративши свою автономію, ослаблена Албанська Церква перестала бути консолідуючою силою в боротьбі з арабської експансією. У 2-й пол. Х ст. населення лівобережної Кавказької Албанії (Ереті) перейшло у православ'я, підпорядкувавшись Грузинській Церкві.
У період політичної роздробленості (IX—XII століття) монофізитський Албанський католікосат вступив в смугу занепаду. Католікоси в IX—X століттях перебували в монастирі Хамші провінції Міапор Парісоського князівства.
В XI столітті центром церковного життя був Арцах, а в XII столітті — Кахи (Закатали). З 1240 року зросла роль єпископів Гандзасарських з роду Гасан Джалала. Наприкінці XIV — початку XV століття монастир Гандзасар, що був духовним і політичним центром Арцаського князівства, став кафедрою Албанських католикосів.

### Ліквідація
Після приєднання на початку XIX століття Північного Азербайджану до Російської імперії Албанський католікосат (Гандзасарський патріархат) було в 1815 році скасовано царським указом, а на його місці були утворені 2 єпархії (Арцах — Шуша і Шемаха) в юрисдикції Вірменського католікосата (Ечміадзинський патріархат) та вікаріатство Гянджа в складі Тифліської консисторії Вірменської Церкви.
Албанська Церква проіснувала фактично до 1836 року, коли особливим рескриптом імператора Миколи I було скасовано сан албанського католікоса, а майно Албанської Церкви передано Ечміадзинському католікосату.
У 1909—1910 роках з дозволу обер-прокурора Святійшого Синоду Ереванська Вірмено-Григоріанська консисторія знищила старі архівні документи підвідомчих єпархій, серед яких були знищені, всі архіви та історичні документи Албанської Церкви.

### Сучасність
У 2003 році В Державному комітеті релігійних організацій Азербайджану зареєстровано християнську громаду кавказьких албанів-удін, що базується в Ніджі. Її чисельність становить 6 тис. осіб.

## Структура
З 314 року її очолювали архієпископи, а з 590 року самостійні та незалежні патріархи (каталікоси). До 706 року зберігався родинний принцип призначення католикосів. Територія поділялася на єпархії на чолі із єпископами, яких в різні часи було від 8 до 12. Відомо про Кабалу, Партав, Сюнік, Утік, Баласакан, Гардман, Шаки, Хашо, Колманк, Амарас.

## Мова богослужіння
З моменту появи перших християнських громад, а потім з 314 року, коли постала сама Церква, в богослужінні користувалися албанською мовою. також складали церковні твори албанською писемністю. З 415 році після запрошення для відновлення албанської мови вірменського вченого Месропа Маштоца албанська церковна мова частково увібрала в себе вірменську. Втім до XIV ст. зберігала унікальність, коли під тиском вірменізації була замінена на вірменську.

## Церковна архітектура
Ранні християнські храми Кавказької Албанії зводилися переважно на основі вивчення і використання принципів зведення храмів дохристиянського культу. Спочатку під християнські храми перероблялися старі поганські споруди. В результаті такого підходу до створення християнських храмів в ранній період з'явилися перші церкви: зальні і однонефні базиліки (храм в Гяуркала Агдамського району — VI ст., в Мазимгарай Белоканского району — V—VI ст., в комплексі Хотаванкського монастиря Кельбеджарского району — VI ст.) і їх похідні — купольні зали, бескупольние нефні базиліки (Тазакендська базиліка в Агджебедінському районі — VI ст., Кумськая в Каському районі — VI ст., Едті Кілс в Гаському районі — VI століття, Агогланская в Лачинському районі — VI—VII століть).
Тут також виявлені круглі храми: Кілісадазький в Кабалінському районі — II—III ст., Мамруський в Закатальскому районі — II—IV ст., Лекітський в Гаському районі — V—VI ст.), конструктивна схема яких згодом набула поширення і в суміжних країнах. Висловлюється думка, що на зародження подібної структури вплинуло більш ранні чотиростовпні зороастрійські храми.
Пізніше склалися купольні багатонефні храми і церкви так званого «вільного» хреста (церква в селищі Орта-Зейзіт Шекинського району — IX-Х ст.), що розвинулися з традиційних в Албанії форм і вплинули на хід всього архітектурного розвитку країни.
У V—VII ст. існували величні собори в резиденціях Албанських католикосів: Кабалі (Габалі), Чолі, Партаві (Барді), а також соборні храми в центрах єпархій, загальне число яких в різний час коливалося від 8 до 12. У VII столітті в фортеці Гардман князь Джеваншир побудував багато прикрашену церква, що стала головною для Кавказької Албанії. При цьому правителі розгорнулася активна будівельна діяльність в Албанії. Відомі й інші стародавні церкви і мартирії правобережної частини Кавказької Албанії цього часу.
Храми поступово стають не лише культовими спорудами, але світськими і культурними центрами. У зв'язку з цим з'являються більш парадні купольні зали (храм Гасана Великого в Хотаванці Кельбеджарського району — XIII ст.), хрестово-купольні храми (соборна церква Арзу-хатун в Хотаванці — XIII ст., храм в Гандзасара Агдерінського району — XIII ст.).
Поступове поширення чернецтва призвело до необхідності створювати нові монастирські комплекси, на території яких розміщувалося іноді кілька храмів та інші споруди різного призначення (Мамруський монастирський комплекс в Гахському районі — IV ст., Святого Єлисея — VI-XIII ст., Хатраванк — XIII ст., Великий Аранський — VI-XIII ст., Гандзасарський — XIII ст. в Агдерінському районі, Едті Кілс — V—VIII ст. в Гахському районі).
З кінця VП століття, як відомо, значна частина Закавказзя опинилася під владою арабського халіфату. Природний хід розвитку архітектурних форм був насильно перерваний. І лише з ІХ століття почався новий підйом зодчества Азербайджану.